# Действительный член
Действительный член — степень звания, даруемого учёным обществом, в организациях (партиях), где допускаются различные виды чле́нства — член организации, имеющий относительно более высокий статус.
В Толковом словаре живого великорусского языка Владимира Даля написано что Чле́нство, бытность членом чего, состоянье, звание, права́ и обязанности его. В зависимости от устава организации действительный член может быть физическим или юридическим лицом.
Например, в Международном газовом союзе, где различаются действительные (англ. full members) и ассоциированные члены (англ. associated members), компания Газпром является действительным членом данной организации. В качестве альтернативной передачи английского словосочетания «full member» может использоваться «полноправный член» или (не совсем удачно, иногда с ироничным подтекстом) «полный член».
В узком смысле, под действительным членом может пониматься действительный член академии наук (академик). В Российской академии наук действительные члены имеют более высокий статус по сравнению с членами-корреспондентами.
В англоязычной традиции, то есть в британских и некоторых американских научных обществах, понятию действительного члена соответствует слово англ. Fellow (буквально «товарищ, член товарищества»), в транслитерированном виде вошедшее в ряд русских словарей и энциклопедий как фе́лло или, реже, феллоу. В ряде научных обществ это звание подразумевает выдающиеся достижения учёного по сравнению с рядовым членом (англ. Member) или обозначает отличие действительного члена научного общества от иностранного члена (англ. Foreign Member), как, например, в Лондонском королевском обществе.

## Примеры
- Действительный член Академии наук[18];
- Действительный член Императорского Московского общества сельского хозяйства[19];
- Действительный член Института экспериментальной медицины[20];
- Действительный член Академии художеств[21];
- Действительный член Академии военных наук;
- и так далее.